# NGC 7827
NGC 7827 (również PGC 378 lub UGC 38) – galaktyka soczewkowata (SB0), znajdująca się w gwiazdozbiorze Ryb. Odkrył ją John Herschel 25 września 1830 roku.